# Above the Rim
Pour plus de détails, voir Fiche technique et Distribution.
Above the Rim est un film américain réalisé par Jeff Pollack, sorti en 1994.

## Synopsis
L'histoire d'un jeune sportif de Harlem, Kyle Lee Watson (Duane Martin), qui aspire à devenir basketteur professionnel et de sa relation avec Birdie, trafiquant de drogue et Shep, ancienne star de basket, devenu agent de sécurité de son école.

## Fiche technique
- Titre : Above the Rim
- Réalisation : Jeff Pollack
- Scénario : Barry Michael Cooper & Jeff Pollack
- Musique : Roney Hooks & Marcus Miller
- Photographie : Tom Priestley Jr.
- Montage : James Mitchell & Michael Ripps
- Production : Benny Medina & Jeff Pollack
- Sociétés de production et de distribution : New Line Cinema
- Pays :  États-Unis
- Langue : Anglais
- Format : Couleur - Dolby - 35 mm - 1.85:1
- Genre : Drame
- Durée : 96 min

## Distribution
- Duane Martin (VF : Alexandre Gillet) : Kyle
- Leon Robinson (VF : Thierry Desroses) : Thomas "Shep" Sheppard
- Tupac Shakur (VF : Bruno Dubernat) : Birdie
- Marlon Wayans (VF : Fabrice Josso) : Bugaloo
- Tonya Pinkins (VF : Micky Sébastian) : Mailika
- Bernie Mac (VF : Renaud Marx) : Flip Johnson
- David Bailey (VF : Guy Chapellier) : Rollins
- Byron Minns (VF : Lionel Henry) : Monroe
- Shawn Michael Howard (VF : Mathias Kozlowski) : Bobby
- Wood Harris : Motaw
- Michael Rispoli (VF : Michel Mella) : Richie
- Henry Simmons : Starnes
- Iris Little Thomas : La serveuse
- John Thompson : lui-même

## Bande originale
| 1.    | Anything                   | 4:59 |
| 2.    | Old Time's Sake            | 4:20 |
| 3.    | Part Time Lover            | 4:08 |
| 4.    | Big Pimpin'                | 3:58 |
| 5.    | Didn't Mean to Turn You On | 4:38 |
| 6.    | Doggie Style               | 4:33 |
| 7.    | Regulate                   | 4:11 |
| 8.    | Pour Out a Little Liquor   | 3:30 |
| 9.    | Gonna Give It to Ya        | 4:53 |
| 10.   | Afro Puffs                 | 4:50 |
| 11.   | Jus So Ya No               | 4:06 |
| 12.   | Hoochies Need Love Too     | 4:41 |
| 13.   | I'm Still in Love With You | 3:47 |
| 14.   | Crack 'Em                  | 4:25 |
| 15.   | U Bring da Dog Out         | 4:01 |
| 16.   | Blowed Away                | 4:06 |
| 17.   | It's Not Deep Enough       | 4:28 |
| 18.   | Dogg Pound 4 Life          | 4:59 |
| 77:47 |                            |      |